# Wszyscy Byliśmy Harcerzami
Wszyscy Byliśmy Harcerzami (WBH) – polski zespół rockowy grający alternatywne, rockowe i punkrockowe aranżacje piosenek harcerskich i turystycznych. Powstał w 2012 roku na bazie zespołów No Smoki, Radosław Stolar i McAron, w których grali muzycy: Marcin „Jaskuł” Rzońca (wokal), Daniel „Ksywa” Konatowicz (gitara, wokal), Mirek „Ziru” Wójcik (bębny), Robert „Czorny” Stolarek (gitara) i Darek „Puszek” Krasnodębski (bas, wokal). W pierwotnym składzie grał również Andrzej „Niedźwiedź” Niedźwiecki (bas). 10 lipca 2019 roku zmarł Robert Stolarek, w związku z czym od tego momentu zespół występował w czteroosobowym składzie. Od sierpnia 2020 do lutego 2023 w zespole występował drugi gitarzysta – Igor „Izzy” Starczak, a obecnie WBH znów występuje w składzie czteroosobowym - Rzońca, Konatowicz, Wójcik i Krasnodębski,z tym że w sierpniu 2024 doszło do zmiany gitarzystów - odszedł Daniel Konatowicz, a powrócił Igor Starczak.
Zespół powstał zainspirowany harcerską przeszłością swoich członków i ich rockowymi doświadczeniami blisko dwudziestu lat na scenie. Za cel obok pokazywania rockowej siły postawił sobie popularyzację ruchu harcerskiego wśród młodych ludzi.
Zespół wydał trzy płyty:
- Trzy pióra w roku 2012 Sonic Records[11] (singiel „Płonie ognisko”[12]);
- Cztery żywioły w roku 2017 Agencja Muzyczna Polskiego Radia[13] (singiel „Zielony płomień”[14]).
- Piąta strona świata w roku 2022 Wydawnictwo Gniazdo Piratów (singiel „Jedno przyrzeczenie”[15])

Występują na imprezach harcerskich, samorządowych oraz charytatywnych. Wystąpili na Przystanku Woodstock w 2013 i  2018 roku, kilkukrotnie na warszawskich Juwenaliach. oraz na wielu harcerskich i turystycznych festiwalach piosenki. W 2018 roku wystąpili także na Festiwalu Pieśni Radosnej w Warszawie i aktywnie włączyli się w obchody 100-lecia odzyskania niepodległości Polski i 100-lecia ZHP. Rokrocznie wspierają także Wielką Orkiestrę Świątecznej Pomocy
W 2017 roku zagościli w teleturnieju TVP „Familiada” oraz programie TVP ABC „Teleranek”. Hasło "Wszyscy Byliśmy Harcerzami" pojawiło się również w 2020 roku w teleturnieju "Koło Fortuny".

Zespół jest członkiem SAWP (Stowarzyszenia Artystów Wykonawców Utworów Muzycznych i Słowno-Muzycznych)

## Galeria

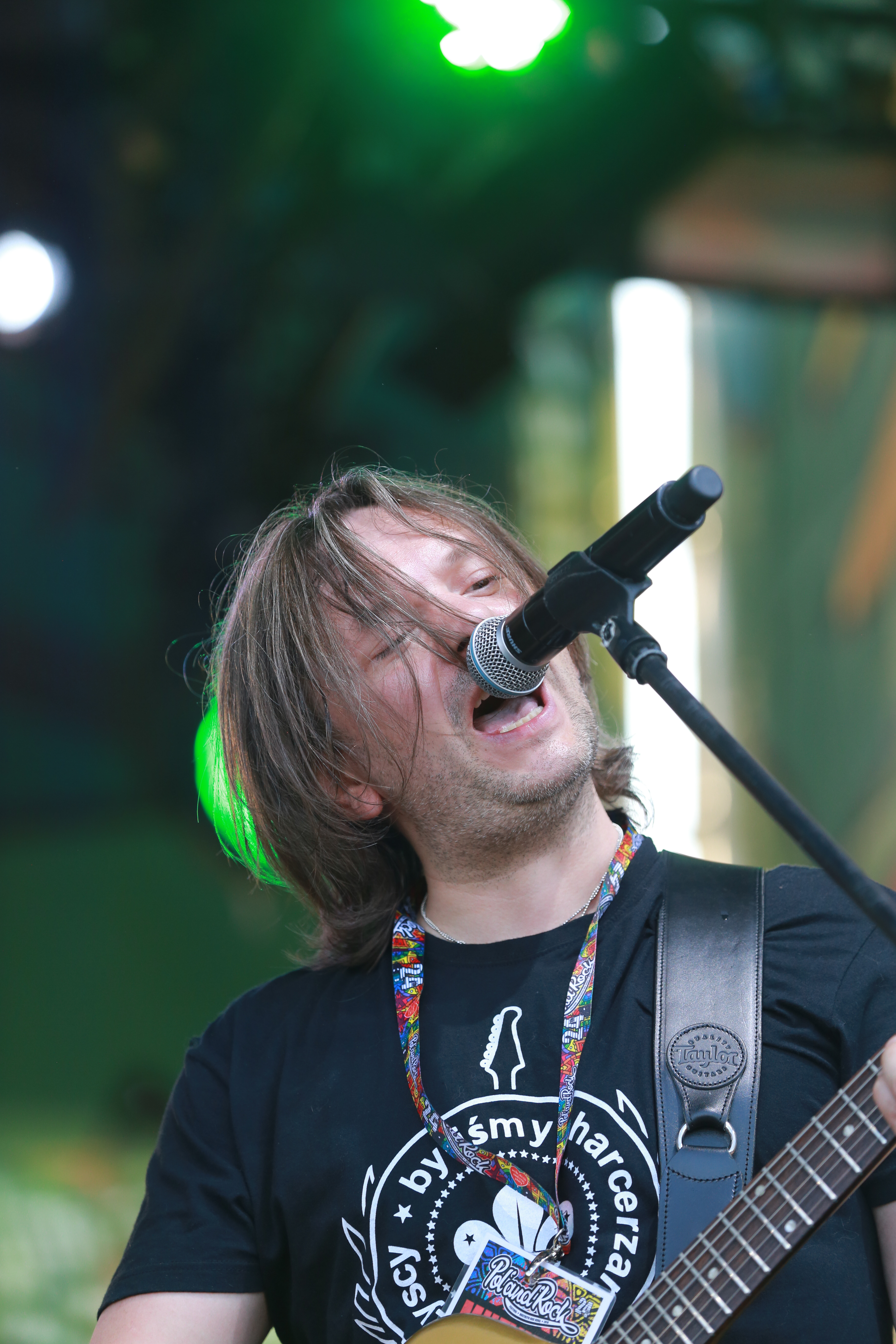
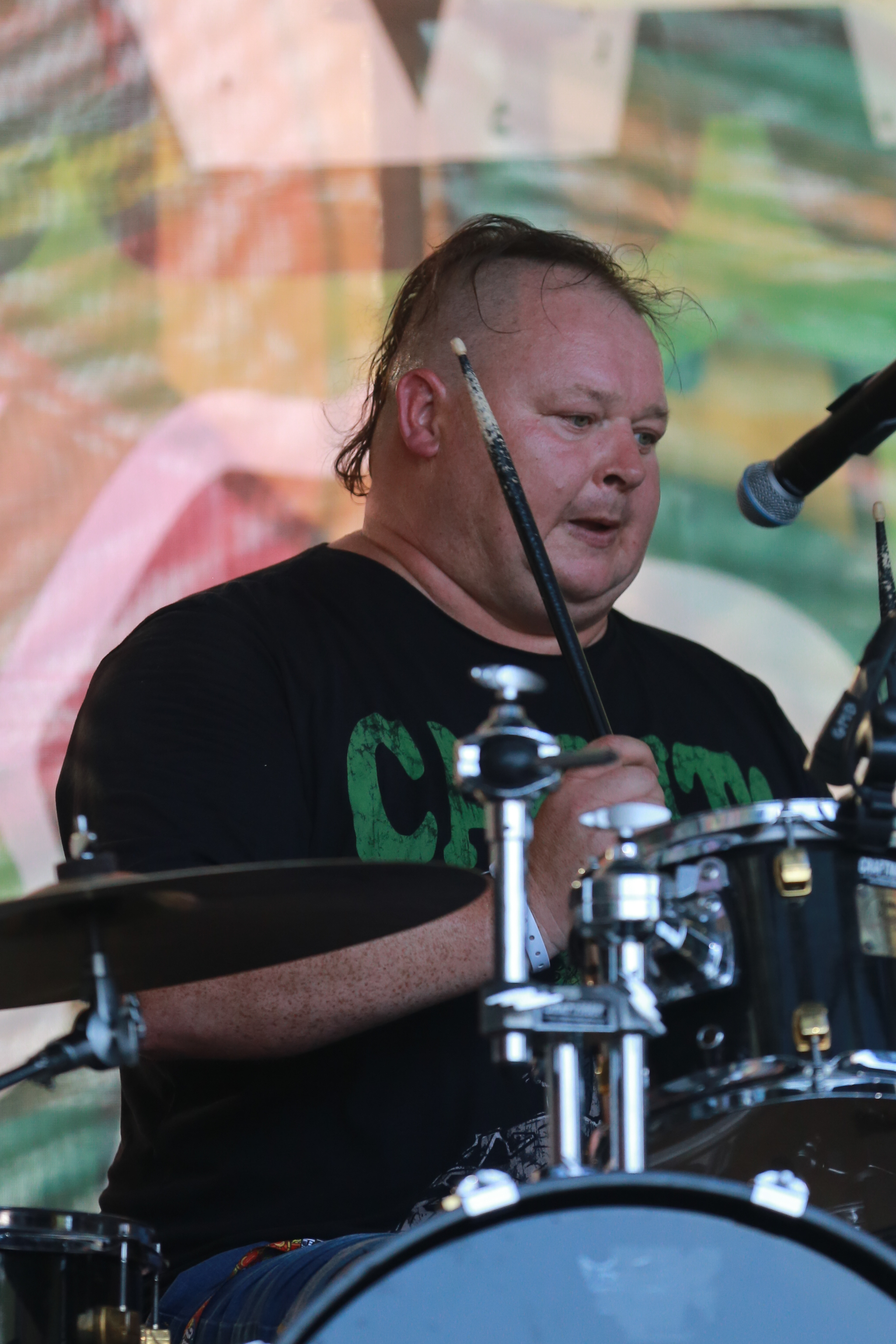
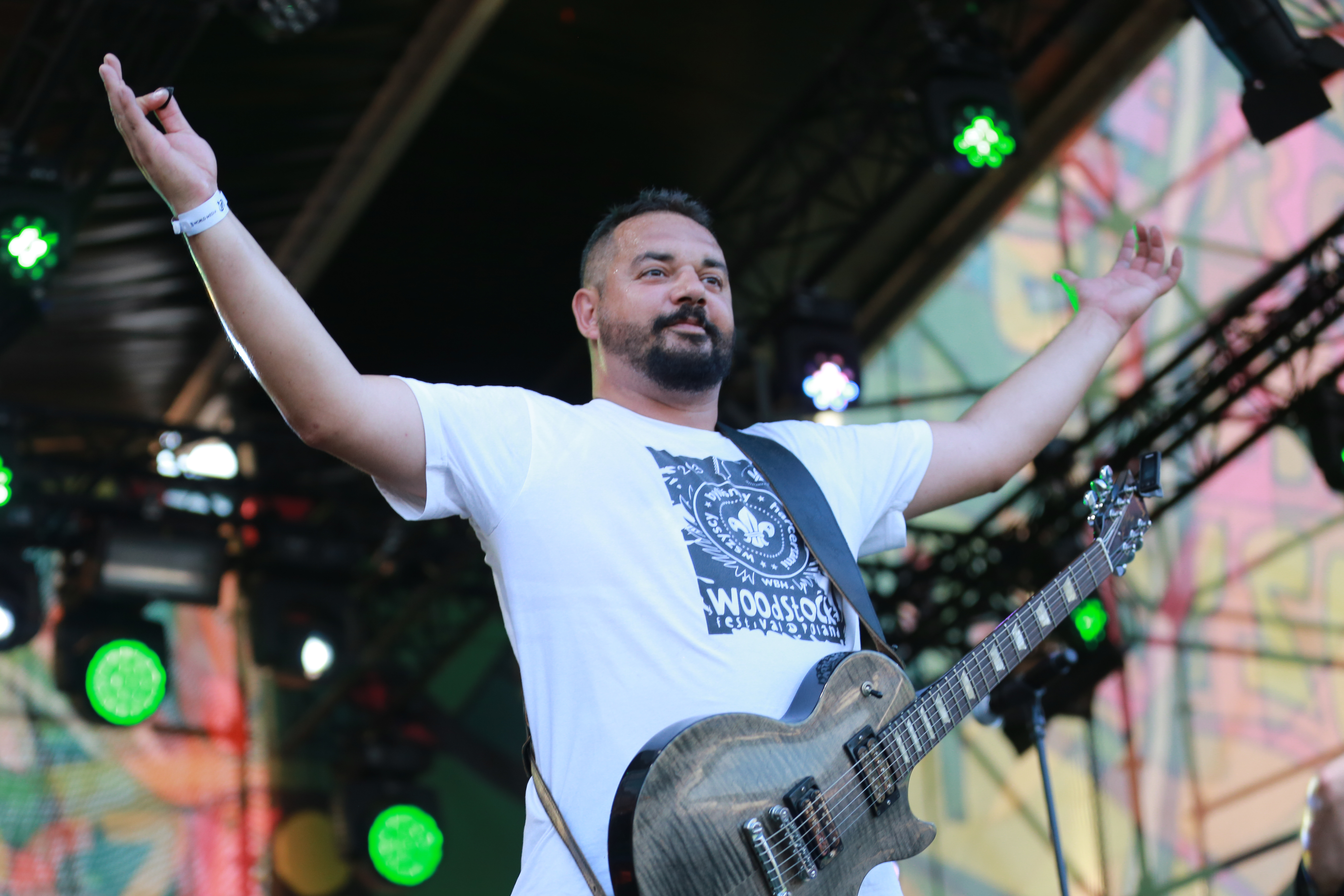
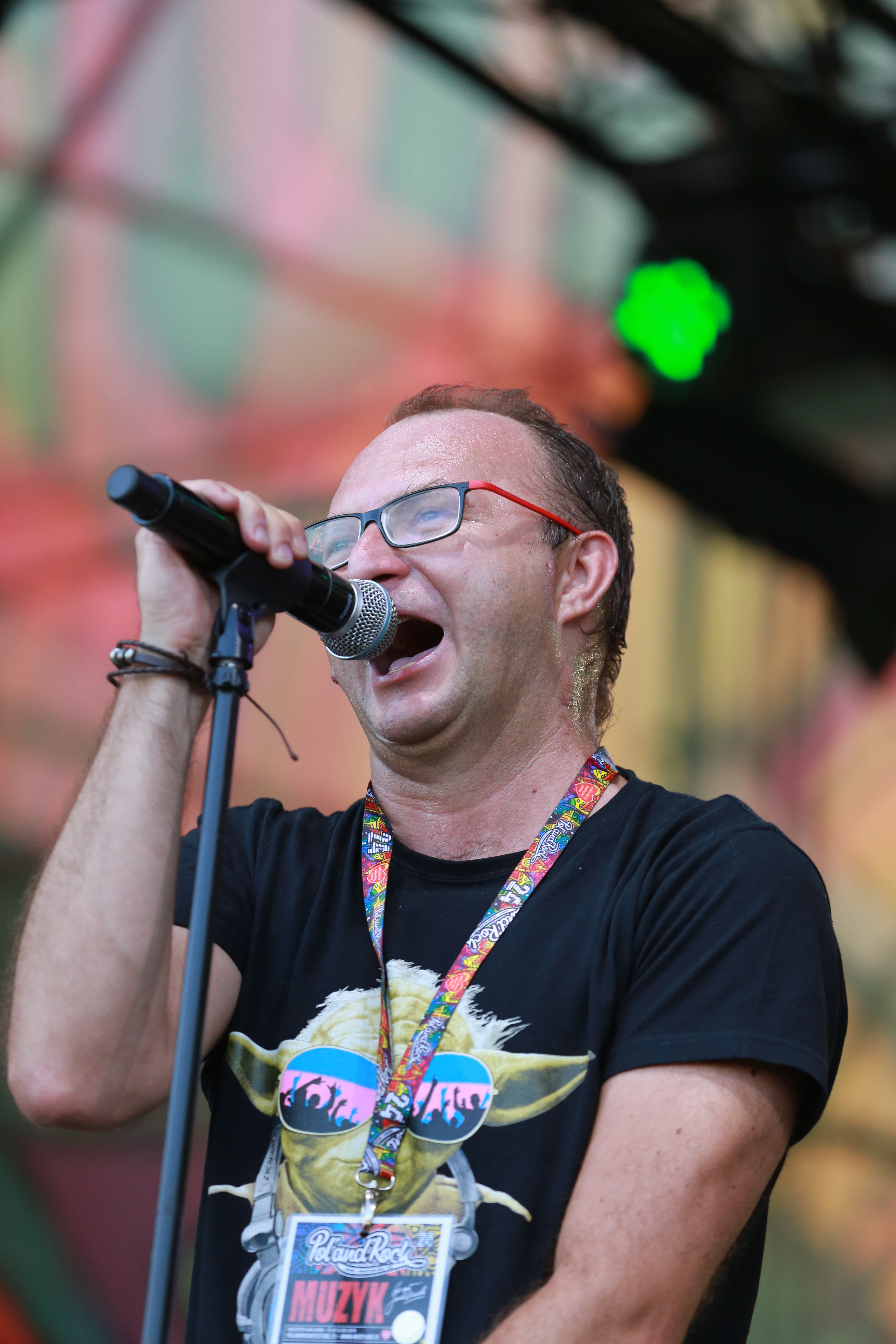
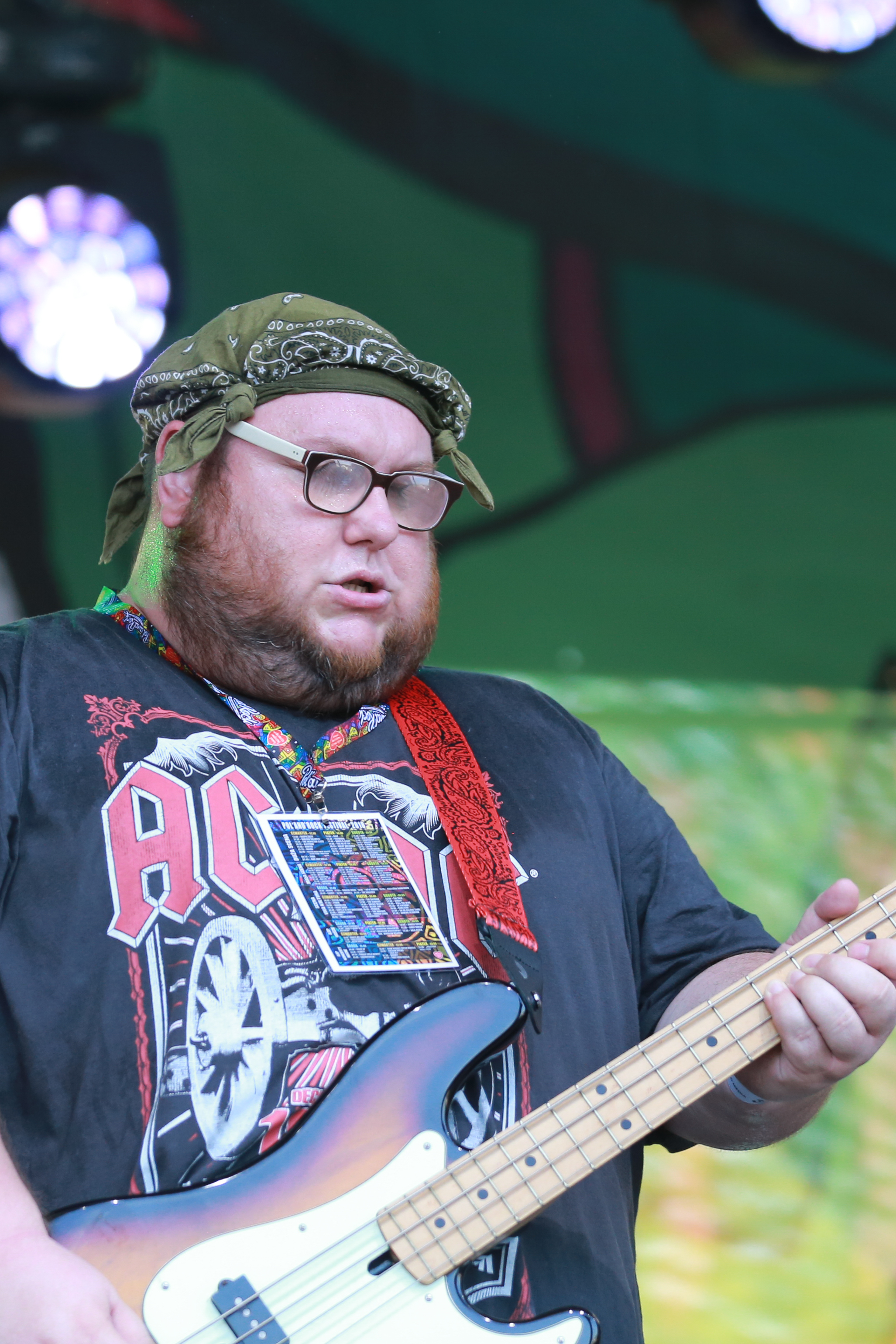
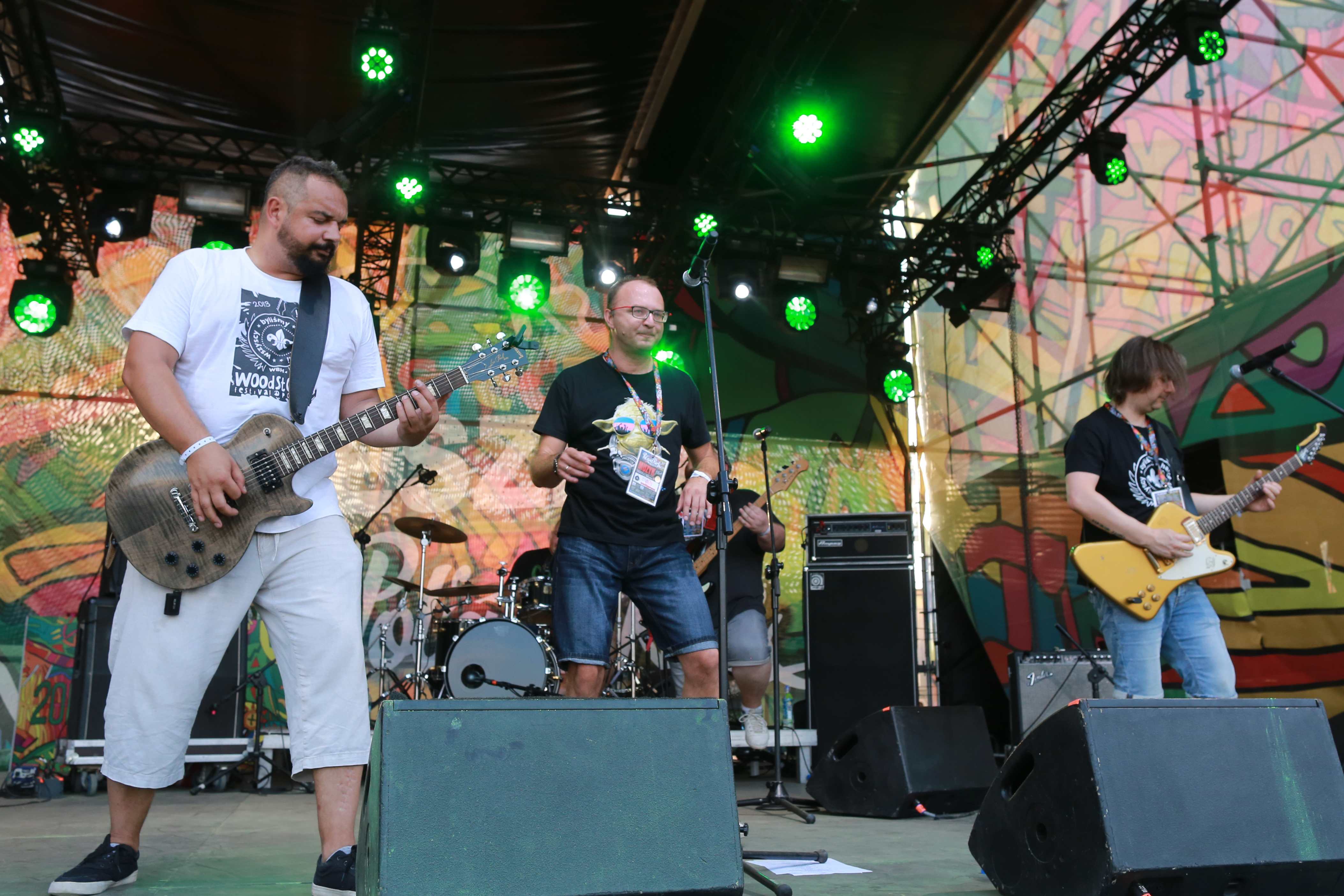
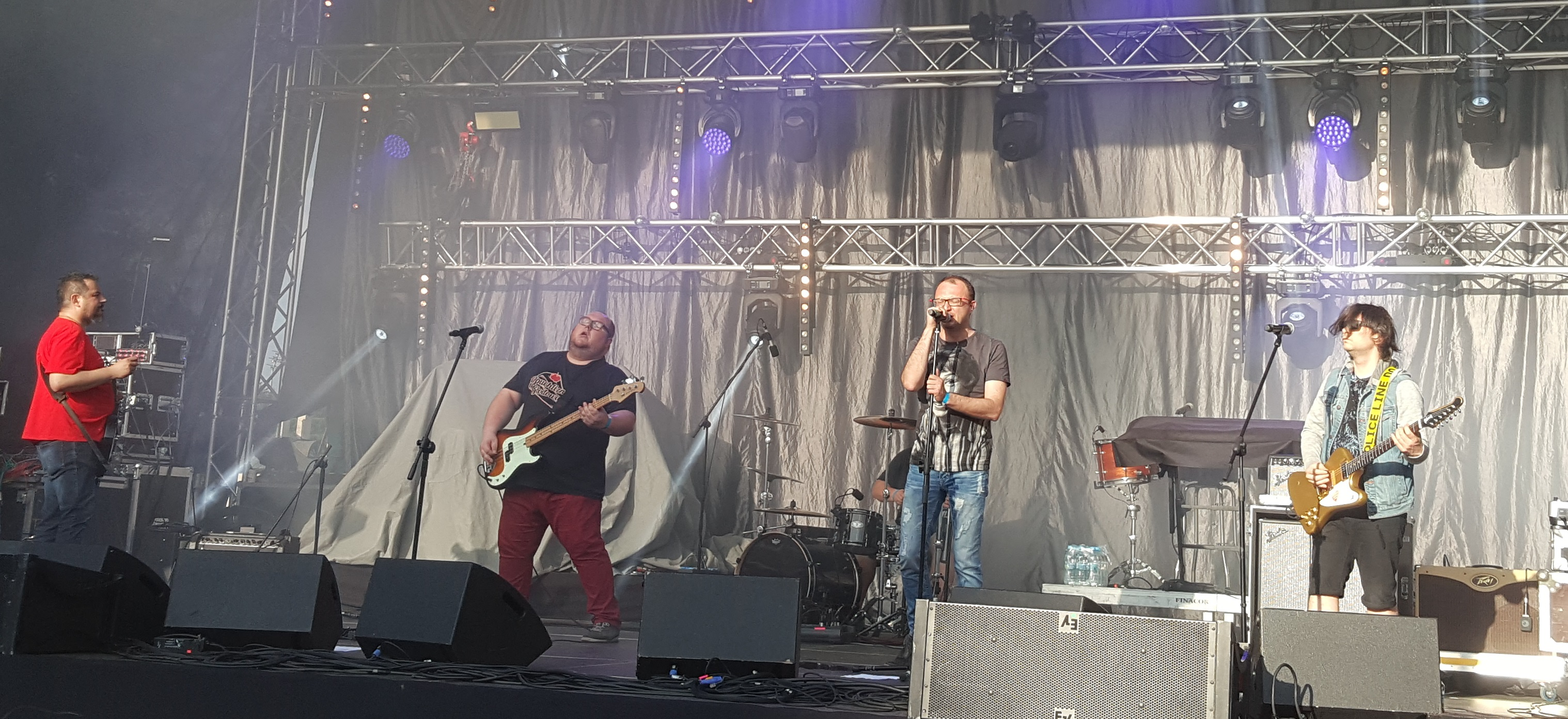

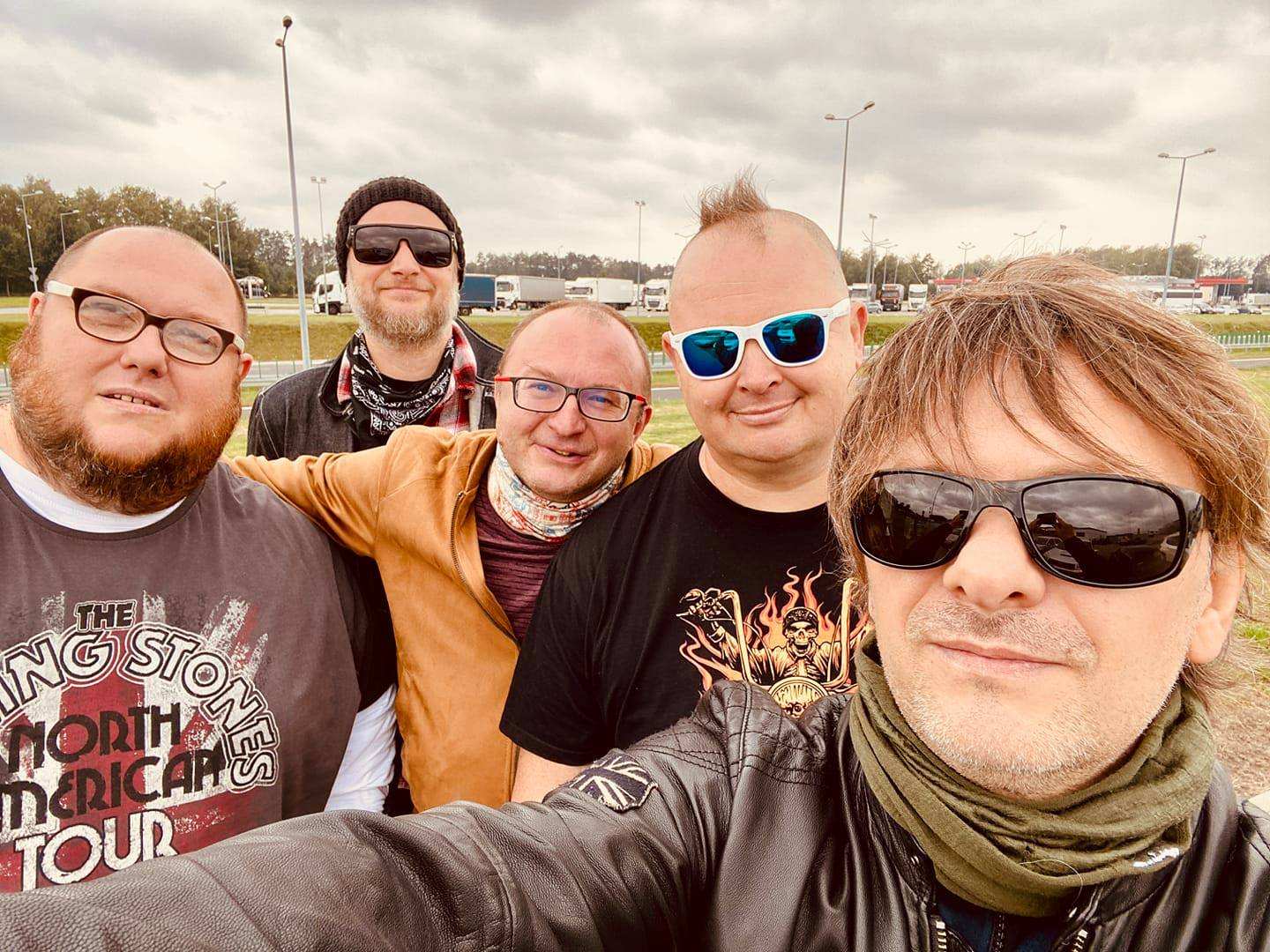
Skład zespołu WBH, 2022